# Erythrochiton rubronigrum
Erythrochiton rubronigrum là một loài bọ cánh cứng trong họ Cerambycidae.